# Torrente Prainito
Torrente Prainito este o arie protejată (sit de importanță comunitară — SCI) din Italia întinsă pe o suprafață de 201 ha, integral pe uscat.

## Localizare
Centrul sitului Torrente Prainito este situat la coordonatele 36°52′25″N 14°55′09″E / 36.8736°N 14.9192°E.

## Înființare
Situl Torrente Prainito a fost declarat sit de importanță comunitară în octombrie 2012 pentru a proteja 1 specie de plante și 6 specii de animale.

## Biodiversitate
Situată în ecoregiunea mediteraneană, aria protejată conține 7 habitate naturale: Peșteri inaccesibile publicului, Izvoare petrifiante cu formare de travertin (Cratoneurion), Păduri de Platanus orientalis și Liquidambar orientalis (Platanion orientalis), Păduri de Quercus ilex și Quercus rotundifolia, Tufărișuri termo-mediteraneene și de pre-deșert, Pseudostepă cu ierburi și specii anuale de Thero-Brachypodietea, Pante stâncoase calcaroase cu vegetație casmofită.
La baza desemnării sitului se află mai multe specii protejate:
- plante (1): Dianthus rupicola
- păsări (4): porumbel gulerat (Columba palumbus), Falco biarmicus, șoim călător (Falco peregrinus), turturică (Streptopelia turtur)
- reptile (2): țestoasă bănățeană (Testudo hermanni), elaphe situla (Zamenis situla)

Pe lângă speciile protejate, pe teritoriul sitului au mai fost identificate 28 de specii de plante, 1 specie de amfibieni, 1 specie de mamifere, 1 specie de nevertebrate, 1 specie de pești.